# Palazzo Curti Valmarana

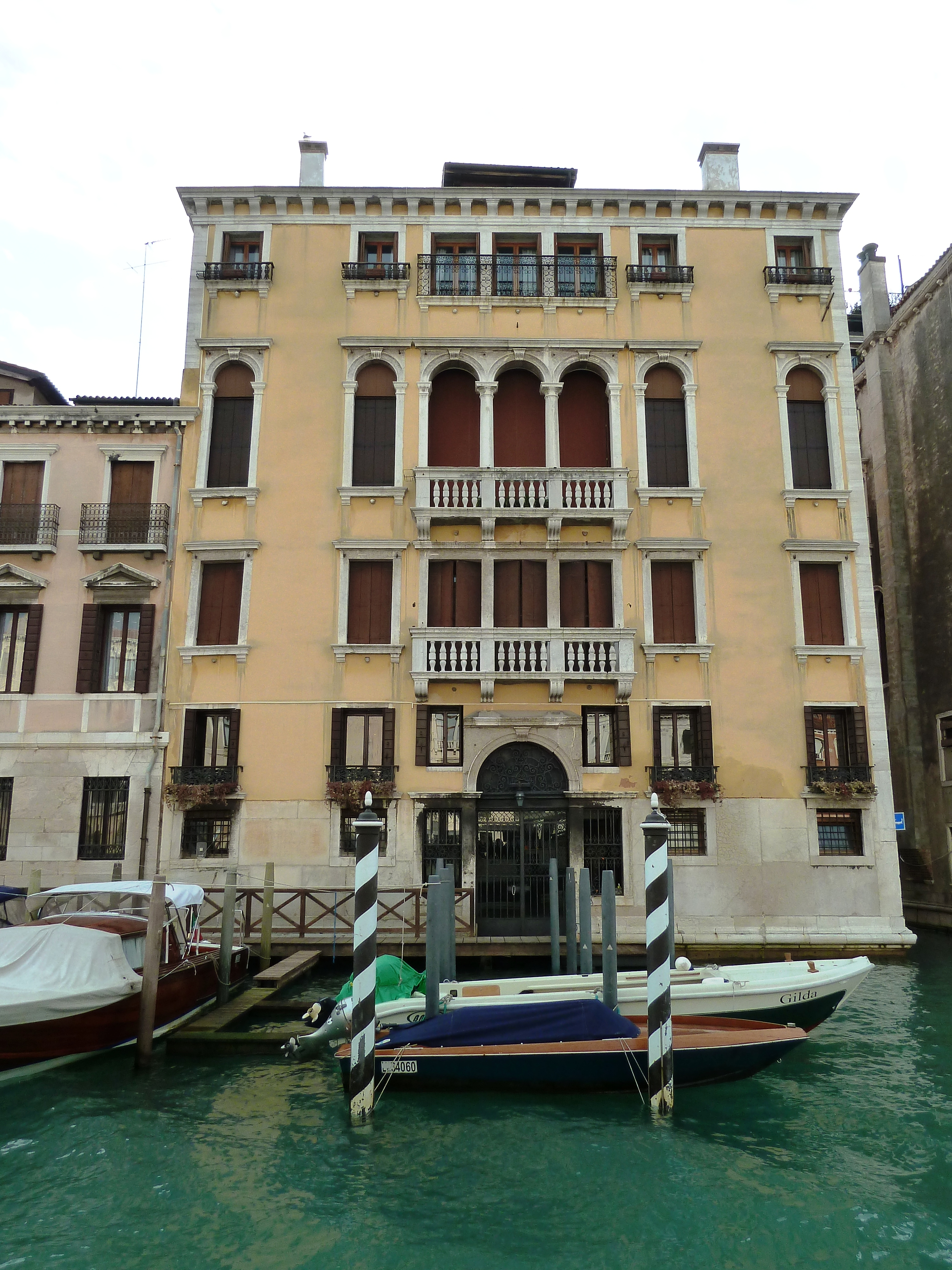
Palazzo Curti Valmarana

Palazzo Curti Valmarana ist ein Palast in Venedig in der italienischen Region Venetien. Er liegt im Sestiere San Marco mit Blick auf den Canal Grande zwischen dem Palazzo Querini Benzon und dem Palazzo Corner Spinelli, gegenüber dem Palazzo Querini Dubois.

## Geschichte
Der im 17. Jahrhundert errichtete und im 18. Jahrhundert umgebaute Palast gehörte dem venezianischen Zweig der Familie Curti aus Mailand und später der Familie Valmarana.

## Beschreibung
Der vierstöckige Renaissancepalast mit einer sehr ausgeglichenen und harmonisch eingeteilten Fassade zeigt in der Mitte des Erdgeschosses ein Rundbogenportal zum Wasser und ein Dreifach-Rundbogenfenster mit vorspringendem Balkon im zweiten Hauptgeschoss, flankiert von zwei Paaren einzelner Rundbogenfenster, wogegen alle anderen Fensteröffnungen, wie das Dreifachfenster mit Balkon in der Mitte des ersten Hauptgeschosses, die beiden flankierenden Einzelfenster dort, die entsprechenden Fenster des Zwischengeschosses unter dem Dach, sowie die je sechs Fenster im Erd- und Zwischengeschoss rechteckig sind. Die ab dem ersten Zwischengeschoss verputzte und gelb gestrichene Fassade schließt nach oben mit einer gezahnten Dachtraufe ab. Auf dem Dach befindet sich eine Dachgaube mit rechteckigem Vierfachfenster.